# 橋本麗香 (AV女優)
橋本麗香（日语：橋本れいか、1987年10月23日—），日本前AV女优。所属於Madonna事務所。